# Miradolo Terme
Miradolo Terme (Miradò in dialetto pavese) è un comune italiano di 3 880 abitanti della provincia di Pavia in Lombardia.

## Geografia fisica
Miradolo si trova nel Pavese orientale, ai piedi del colle di San Colombano.

## Storia
Le prime tracce di insediamento a Miradolo sono emerse dagli scavi sistematici condotti sul territorio a partire dagli anni settanta del Novecento ed hanno riportato alla luce una serie di reperti databili all'età del bronzo ed alla civiltà di Golasecca consistenti in una ventina di siti archeologici dove sono stati rinvenuti oggetti di uso comune, vasellame ed urne cinerarie.
Il nome di Miradolo appare per la prima volta nel testamento dell'arcivescovo milanese Ariberto da Intimiano del 1034 quando viene indicato come Castrum Miradolium lasciando intuire che nell'area dell'attuale comune dovessero trovarsi delle fortificazioni o delle torri in area sopraelevata; a testimonianza di questo fatto sembrerebbe propendere la tesi secondo la quale il colle accanto al paese, noto ancora oggi col nome dialettale di Baltré, farebbe esplicito riferimento alla baltresca, cioè una torre di legno per scopi militari largamente usata durante il periodo medievale. L'abitato è riportato in un documento dell'XI secolo come Miradolum in riferimento alla presenza di acque curative, ma si sa per certo che la località era nota almeno già dal secolo precedente per la presenza nel suo territorio di fonti naturali di acqua salina che erano utilizzate per la conservazione dei cibi.
Il borgo viene citato in un diploma del 1164 con cui l'imperatore Federico I assegna alla città di Pavia la giurisdizione sulla Lomellina, l'Oltrepò Pavese e anche alcune località del Pavese, come Miradolo, che forse non appartenevano a Pavia da tempi piú remoti. Il borgo di Miradolo fu tra i possedimenti dell'antica abbazia di Santa Cristina di Olona, il vicino monastero di fondazione Longobarda, in seguito appartenuto alla Campagna Sottana pavese, e dal XV secolo fece parte della squadra (podesteria) del Vicariato di Belgioioso (di cui era capoluogo Corteolona) e ritornò ad essere particolarmente noto nel 1511 quando re Luigi XII di Francia, calato coi francesi alla conquista del Ducato di Milano, diede il primo riconoscimento ufficiale allo sfruttamento delle fonti di acqua salina locali per scopi terapeutici, istituendo di fatto le prime terme. Il vicariato di Belgioioso venne infeudato dal 1475 a un ramo cadetto degli Estensi e confluì per matrimonio nel 1757 nei domini dei principi Barbiano di Belgioioso.
Nel XVIII secolo gli viene aggregato il piccolo comune di Ca' de Rho. Nel 1872 viene unito a Miradolo il soppresso comune di Camporinaldo. Nel 1938 il comune assunse la denominazione di Miradolo Terme in riconoscimento dell'ormai secolare attività termale che qui si svolgeva, supportata nel 1912 dalla fondazione del complesso idroterapico delle "Saline di Miradolo" sotto il patrocinio dell'Università di Pavia.

### Simboli
Lo stemma e il gonfalone sono stati concessi con decreto del presidente della Repubblica dell'8 giugno 1987.
Nel primo quarto è rappresentato l'antico fortilizio costruito tra il IX e il X secolo, con le torri d'avvistamento da cui deriverebbe il toponimo miratolium. Nel secondo la chiesetta di Santa Maria in monte Aureto, costruita su un colle con le macerie del castello, tra il 1530 e il 1537. Nel terzo e quarto sono rappresentati i principali aspetti economici del territorio con il grappolo d'uva dei vigneti e la fontana delle terme di acqua salso-bromo-iodica.
Il gonfalone è un drappo di azzurro.

## Monumenti e luoghi d'interesse
- Chiesa parrocchiale di San Michele Arcangelo
- Monte Aureto

## Società

### Evoluzione demografica
Abitanti censiti

### Etnie e minoranze straniere
Al 31 dicembre 2008 gli stranieri residenti nel comune di Miradolo Terme in totale sono 425. Tra le nazionalità più rappresentate troviamo:
| Paese     | Popolazione (2008) |
| --------- | ------------------ |
| Romania   | 209                |
| Albania   | 53                 |
| Marocco   | 40                 |
| Egitto    | 24                 |
| Ecuador   | 18                 |
| Bulgaria  | 13                 |
| Filippine | 11                 |

## Geografia antropica
Il territorio comunale comprende il capoluogo, la frazione di Camporinaldo (luogo di nascita del popolare presentatore televisivo e radiofonico Gerry Scotti), la località Terme e le cascine e case sparse di Barona, Borgognona, Boschi, Cà de Rho, Casa dei Galli, Croce, Crotta, Palazzina e Texas.

## Amministrazione
| Periodo | Periodo   | Primo cittadino      | Partito                         | Carica  | Note |
| ------- | --------- | -------------------- | ------------------------------- | ------- | ---- |
| 1995    | 2000      | Giovanni Marazzi     | lista civica di centro-sinistra | sindaco |      |
| 2000    | 2005      | Andrea Vaccarini     | lista civica                    | sindaco |      |
| 2005    | 2010      | Carlo Luigi Colnaghi | lista civica                    | sindaco |      |
| 2010    | 2020      | Gianpaolo Troielli   | lista civica                    | sindaco |      |
| 2020    | in carica | Michela Callegari    | lista civica di Lega            | sindaco |      |

## Galleria d'immagini

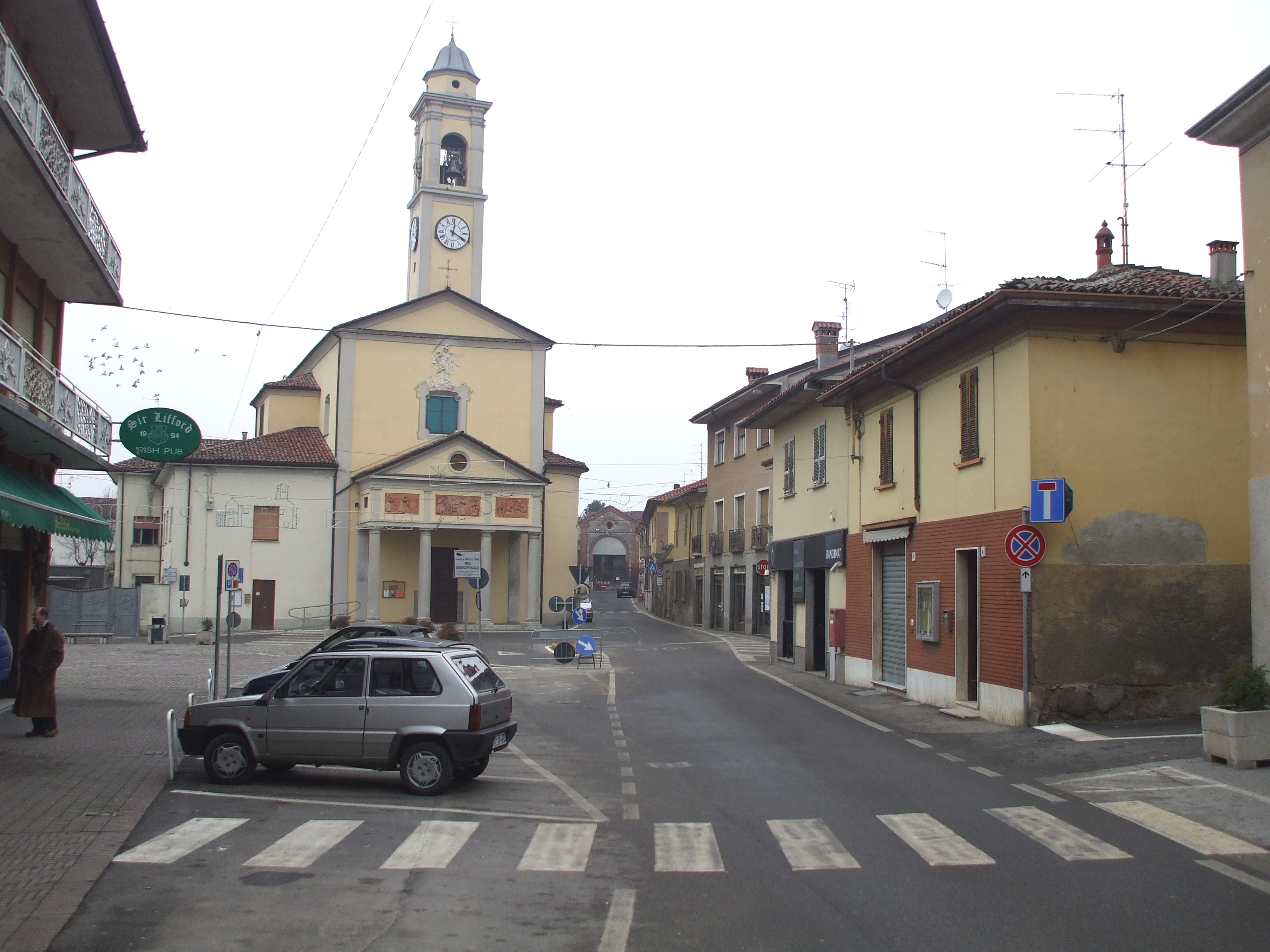
Miradolo Terme, la Parrocchia dedicata a San Michele Arcangelo
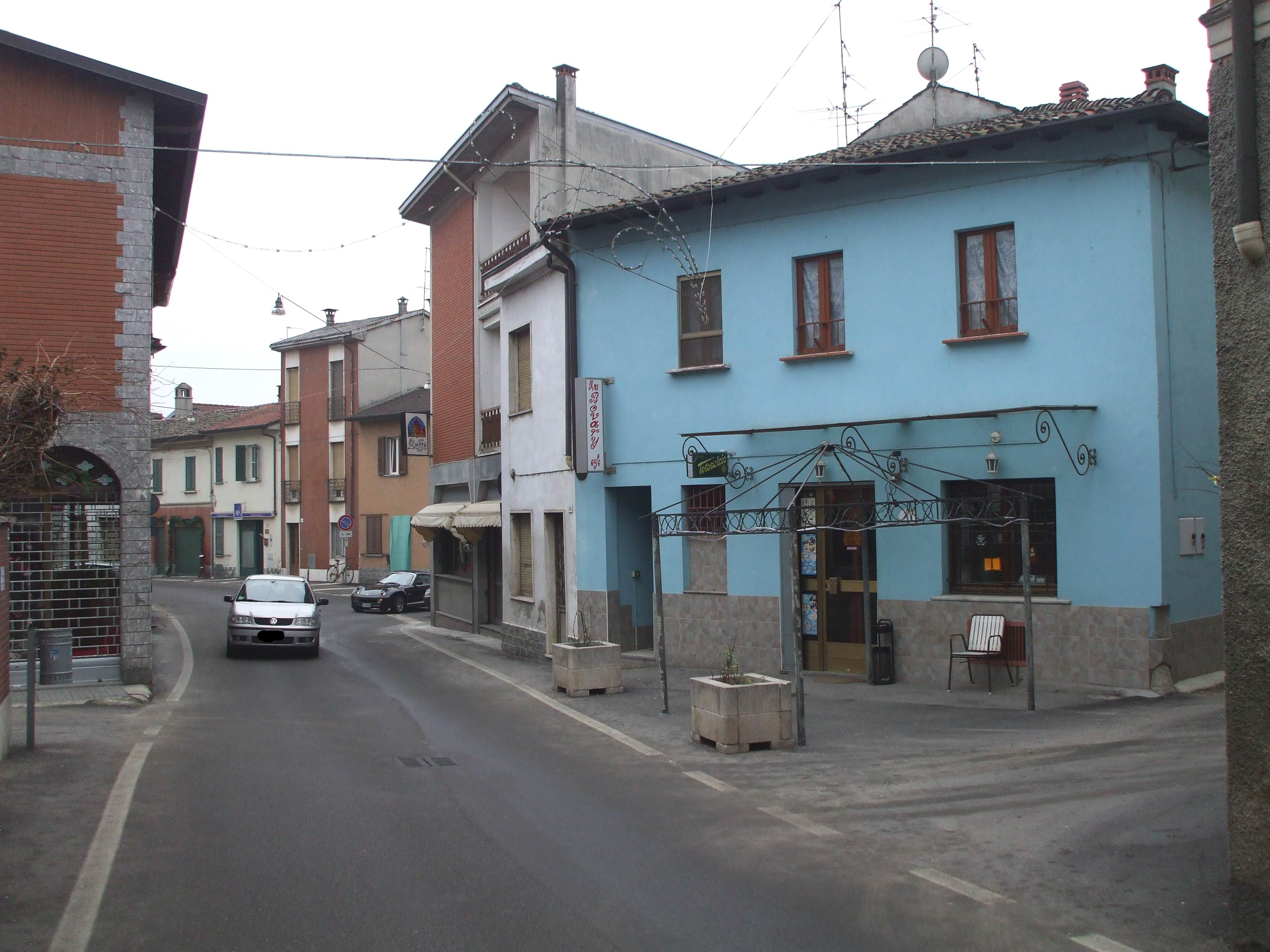
Miradolo Terme, via 4 novembre